# آتسوکو مینه
آتسوکو مینه (انگلیسی: Atsuko Mine؛ زادهٔ ۱ ژانویهٔ ۱۹۵۱) صداپیشه اهل ژاپن است.